# Kalevi Rikkinen
Kalevi Vilho Rikkinen, född 14 maj 1936 i Jakobstad, är en finländsk geograf.
Rikkinen blev filosofie doktor 1966. Han utnämndes 1970 till biträdande professor i geografi vid Helsingfors universitet och var professor 1973–1999.
Rikkinens forskning var inriktad på bosättningsgeografi, särskilt små tätorter, och regionalgeografi. Dessutom intresserade han sig för geografins idéhistoria i Finland. Han var en flitig läroboksförfattare och arbetade med att utveckla och försvara geografins ställning i skolan. Förutom läroböcker i kulturgeografi publicerade han bland läroböcker om Finlands regionalgeografi och jordens regionalgeografi, som allmänt används inom vuxenutbildningen i Finland. Han innehade flera  förtroendeposter inom vetenskapssamfundet och till det anknutna fonder och sällskap.
Rikkinen var en ledande gestalt inom kulturgeografin i Finland under 1970- och 1980-talen. Under sin karriär belönades han med flera förtjänsttecken och medaljer. År 1983 utnämndes han till ledamot av Finska Vetenskapsakademien. Flera av hans elever har utnämnts till professorer vid olika universitet i Finland.